# Dan Povenmire
Dan Povenmire (San Diego, 18 de setembro de 1963) é um diretor, dublador e produtor de cinema e televisão, americano. Realizou séries tais como The Simpsons, Family Guy, Rocko's Modern Life (da Nickelodeon) e o sucesso internacional do Disney Channel Phineas e Ferb, para o qual dublou a voz do personagem Dr. Heinz Doofenshmirtz.
Em 2016 e 2017 ele escreveu e dirigiu alguns episódios de A Lei de Milo Murphy.